# Mnichowice (Bralin)
Mnichowice (deutsch Münchwitz) ist eine Ortschaft mit einem Schulzenamt der Landgemeinde Bralin im Powiat Kępiński der Woiwodschaft Großpolen in Polen.

## Geschichte

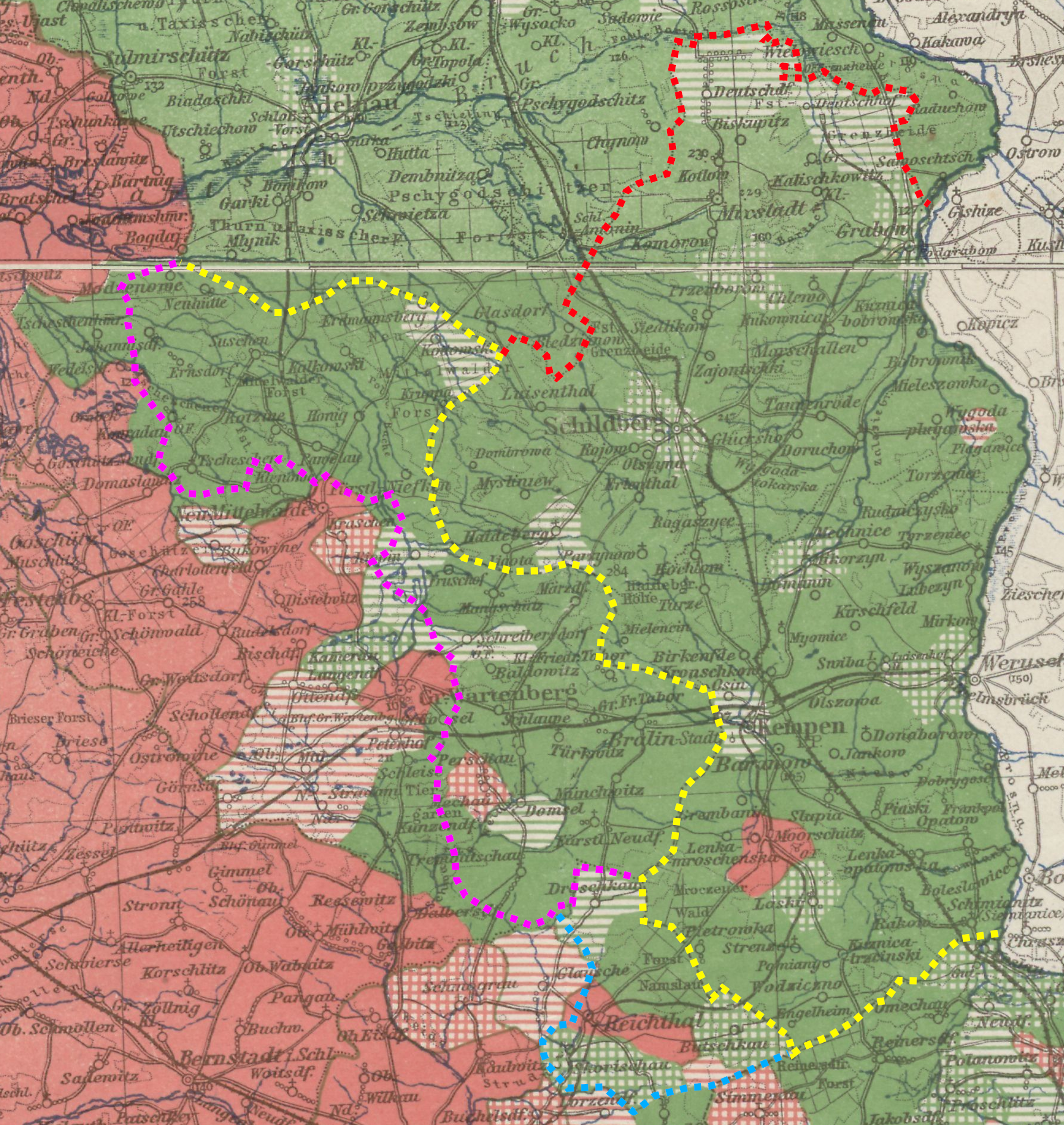
Sprachkarte aus dem Jahr 1910: Gelbe gestrichelte Linie: schlesisch-großpolnische Grenze, rosarote gestrichelte Linie: neue Grenze aus dem Jahr 1920

Zunächst wurde der Ort Chosno benannt und wurde um das Jahr 1220 erstmals erwähnt, als es dem Breslauer Kloster auf dem Sande verliehen wurde. 1276 wurde sie unter dem Namen Chosnewe angelegt. Es kam zum Zuzug von deutschen Siedlern aus Schwaben und Bayern, obwohl nach dem Jahr 1500 Schulzen mit slawischen Namen erwähnt wurden: Ciosek und Bogosek. 1452 wurde es zusammen mit Mnichowice bei Breslau als Monchsdorf erwähnt. Danach etablierte sich der deutsche Name Munchwitz bzw. polnisch Mnichowice, mit Ausnahme nach 1933 von Muhlenberg.
Münchwitz gehörte von 1818 bis 1920 dem schlesischen Landkreis Groß Wartenberg an. Mit dem überwiegend polnischsprachigen Ostteil des Landkreises wurde Mnichowice zum 10. Januar 1920 infolge des Versailler Vertrags vom Deutschen Reich an das wiedergegründete Polen abgetreten. Seitdem ist Mnichowice mit der Woiwodschaft Posen bzw. Großpolen verbunden, zunächst im Powiat Kępiński.
Im Jahr 1921 gab es in der Gemeinde Nowawieś Książęca im Powiat Kępno 71 Häuser mit 525 Einwohnern, 481 hielten sich für polnischer, 43 für deutscher Nationalität, alle waren römisch-katholisch.
Beim Überfall auf Polen 1939 wurde das Gebiet von den Deutschen besetzt und dem Landkreis Kempen im Reichsgau Wartheland zugeordnet.
Von 1975 bis 1998 gehörte Mnichowice zur Woiwodschaft Kalisz.